# Вінники (Мазовецьке воєводство)
Вінники (пол. Winniki) — село в Польщі, у гміні Насельськ Новодворського повіту Мазовецького воєводства.
Населення — 38 осіб (2011).
У 1975-1998 роках село належало до Цехановського воєводства.

## Демографія
Демографічна структура станом на 31 березня 2011 року:
|          | Загалом | Допрацездатний вік | Працездатний вік | Постпрацездатний вік |
| -------- | ------- | ------------------ | ---------------- | -------------------- |
| Чоловіки | 18      | 5                  | 11               | 2                    |
| Жінки    | 20      | 6                  | 11               | 3                    |
| Разом    | 38      | 11                 | 22               | 5                    |